# Milanese
Milanese ist eine maschenfeste  Kettenwirkware, bei der die Kettfäden immer in eine Richtung um die jeweils benachbarte oder übernächste Nadel gelegt werden.
Hergestellt wird es auf einer Milanese-Maschine (auch Maratti-Maschine genannt) mit der Bindung RL Atlas (Rechts/Links-Atlas) bzw. RL Atlas (über Atlas). Kennzeichnend für Milanese ist die deutliche Bindungsdiagonale, deshalb auch die Bezeichnung Diagonaltrikot.
Verwendung findet es für Damenunterwäsche und Blusen.
Das Produkt ist elastischer als andere Kettenwirkwaren, seine wirtschaftliche Bedeutung wurde 1997 als rückläufig bezeichnet.